# Lamberto Ciavatta
Lamberto Ciavatta (Nettuno, 10 settembre 1908 – Genzano, 13 agosto 1981) è stato un pittore e scultore italiano.

## Biografia
Nato a Nettuno nel 1908, dopo gli studi di pittura e scultura, ha diretto l’Accademia Internazionale del “nudo”. Ha allestito un centinaio di mostre individuali in Europa e in Medio Oriente.
Sue opere sono conservate al Metropolitan Museum di New York, Municipal Gallery di Dublino, Museo Reale di Bruxelles, Rijksmuseum di Amsterdam, Museo di Zurigo, Museo di Mosca, Museo d’Arte Moderna di Madrid, Museo Ciudad Bolivar (Venezuela) e nelle più note collezioni in Europa e in U.S.A.
Membro dell’Albo d’Oro del Senato Accademico dell’A.I.A.M., è morto il 13 agosto 1981.